# Asticta lusoria
Asticta lusoria là một loài bướm đêm trong họ Erebidae.